# Stachys sieboldii
Stachys sieboldii är en kransblommig växtart som beskrevs av Friedrich Anton Wilhelm Miquel. Stachys sieboldii ingår i släktet syskor, och familjen kransblommiga växter. Utöver nominatformen finns också underarten S. s. sieboldii.

## Bildgalleri

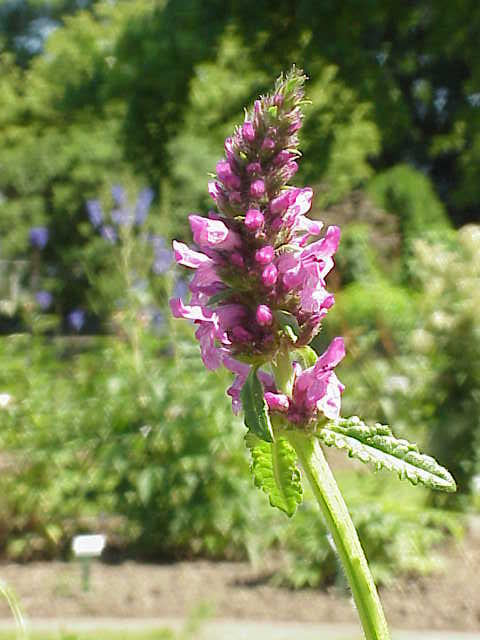
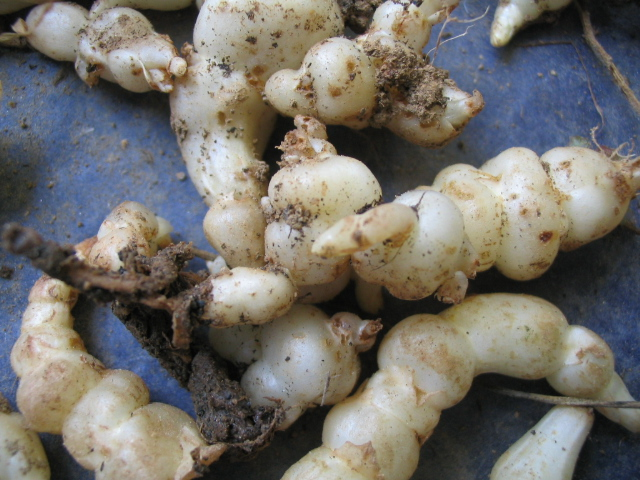